# Römer in Hürth
Die Spuren, die die Römer in Hürth hinterlassen haben, sind vielfältig und an einigen Stellen auch heute noch im Stadtgebiet von Hürth erkennbar oder erschließbar, so an der Luxemburger Straße oder im Verlauf des Römerkanal-Wanderweges. Bei der monographischen Aufarbeitung im Jahr 2014 konnten 58 römische Fundstellen aufgenommen werden.

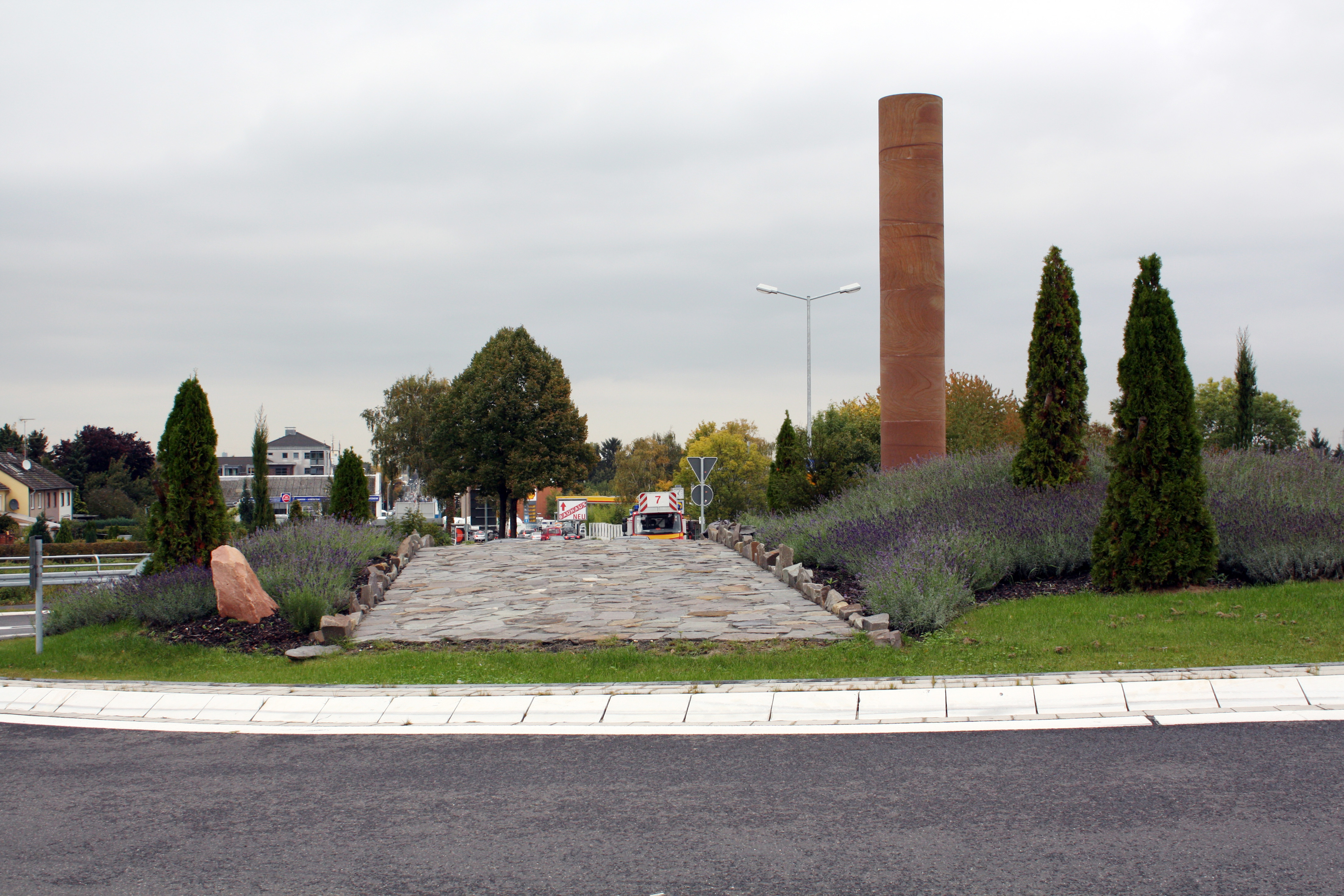
Stele als nachempfundener Leugenstein und „römisches Pflaster“ auf zwei Kreisverkehrsplätzen an der Luxemburger Straße (Römerstraße) in Hürth

 Die archäologische Bodendenkmalpflege im Stadtgebiet fällt in die Zuständigkeit des LVR-Amtes für Bodendenkmalpflege im Rheinland, die meisten Funde werden im Rheinischen Landesmuseum Bonn aufbewahrt.

## Straßen
Am augenfälligsten sind die Altstraßen, deren bedeutendste die heute Agrippa-Straße Köln-Trier genannte Römerstraße, deren Verlauf mit der Luxemburger Straße weitestgehend identisch ist. Zwischen Efferen und Hermülheim wurde ein archäologischer Suchschnitt durch die Straße angelegt. Die Straße besteht dort aus angeschüttetem Kies, in dem auch Fahrspuren beobachtet worden sind. Es lassen sich zwei Erneuerungsmaßnahmen feststellen. Die Breite wuchs von ursprünglich 4,20 m bis auf 9 m an, die Dicke des Straßenkörpers betrug 55 cm. Da die Oberfläche gewölbt war, konnte das Regenwasser zu den Seiten abfließen.
Die diese in Hermülheim kreuzende Bonnstraße muss als Supervisions-Straße für die Eifelleitung angesehen werden, genau wie die Kreuzstraße-Bachstraße-Berrenrather Straße für die Hürther Leitung und die Weiterführung der Leitungen nach der Colonia Claudia Ara Agrippinensium, dem heutigen Köln.

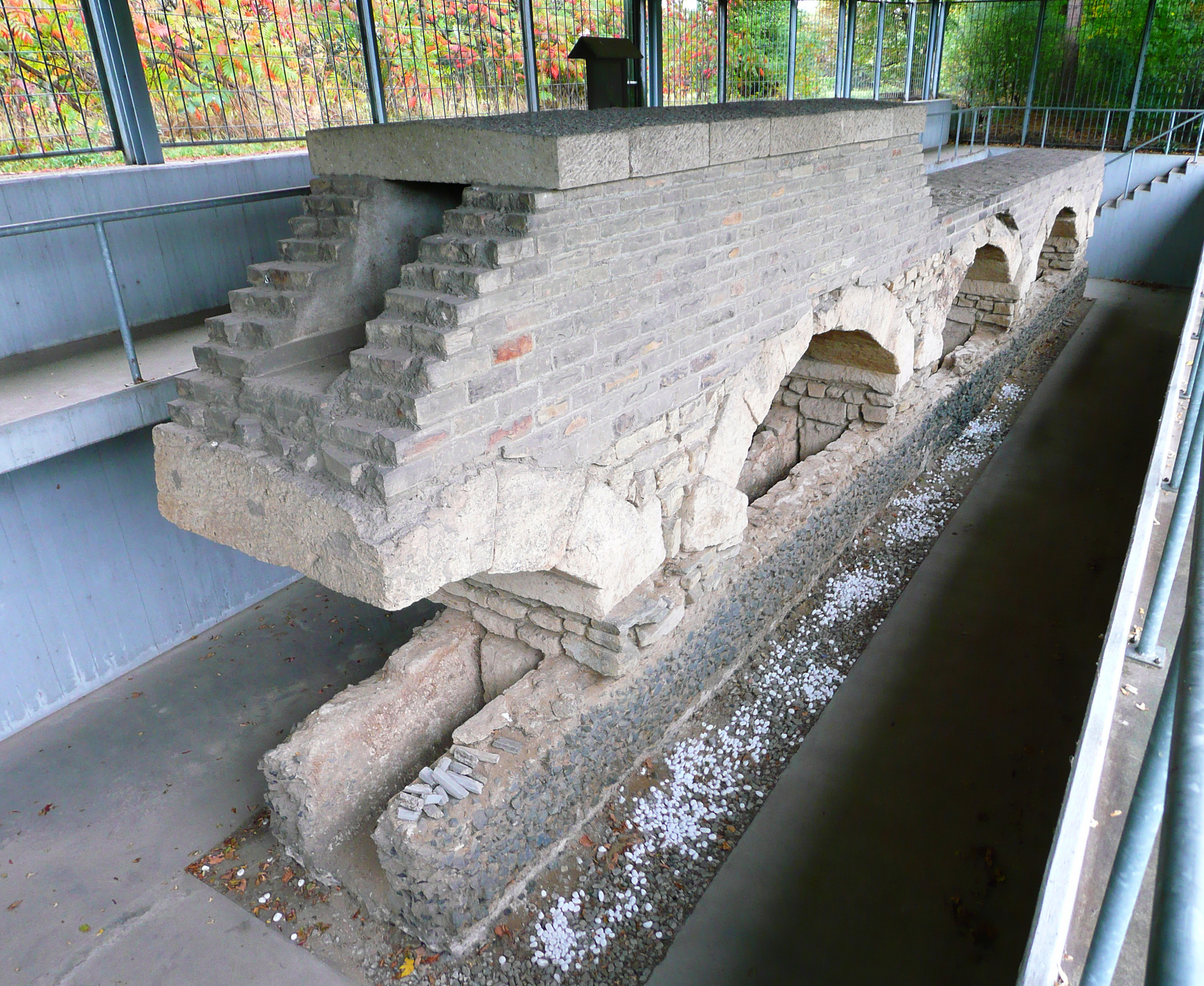
Alte und Neue Leitung (Hochbau darüber z. T. Rekonstruktion) in Hermülheim

## Wasserleitungen
Bevor die Eifelwasserleitung erbaut wurde, kam das Kölner Wasser über mehrere Römische Wasserleitungen in Hürth, die an der Burg Hermülheim zusammengefasst wurden, und dann entlang der heutigen Berrenrather Straße nach Köln führten. Die Hauptleitung kam aus dem Tal des Duffesbachs. Auch Teile der Eifelleitung wurden auf Hürther Gebiet ergraben. So barg man 1989 im Rahmen von Baumaßnahmen im Bereich der Friedrich-Ebert-Straße 10 ein gut erhaltenes Teilstück der Leitung, das in neun Teilstücke zerlegt nun als Anschauungsmaterial bei "Wasserversorgern" aufgestellt wurde, so beim Leichtweiß-Institut der TH Braunschweig, der Trinkwasseraufbereitung an der Wahnbachtalsperre, dem Wasserwerk Am Staad, Düsseldorf, und beim Verwaltungsgebäude der Energieversorgung Mittelrhein. Auch andere Teilstücke, die moderner Bebauung weichen mussten, wurden geborgen und transloziert. Während die Leitung am Hang der Ville bis zur Burg Hermülheim unterirdisch geführt wurde, überbrückte sie den Rest der Strecke bis Köln oberirdisch als Aquädukt.

## Villae rusticae
Es wurden mehrere römische Villae rusticae auf Hürther Gebiet in Teilen ausgegraben. Eine mit Grundmauern im Boden erhaltene im Hürther Tälchen an der heutigen Straße Römerhof gelegene Villa wurde 1953/57 von Waldemar Haberey teilweise ausgegraben und dokumentiert. Nach den an verschiedenen Stellen beobachteten, nicht zusammenhängenden Mauern wurde in der älteren Forschung ein Ausmaß von 80 × 30 m rekonstruiert. Damit würde sie zu den großen landwirtschaftlichen Bauten im Gebiet der Ubier gehören. Nach neueren Ausführungen ist aber nicht gesichert, ob es sich nicht doch um Überreste von Haupt- und Nebengebäuden handelt. Daher sind keine gesicherten Angaben zur Größe des Haupthauses möglich. Weitere Mauerreste wurde wenig weiter den Hang herab an der Kohlhaasmühle angetroffen, sie gehören wohl als Nebengebäude zur Villa. Abgebaggert aber dokumentiert wurden Villae in den Braunkohlegruben zwischen Berrenrath und Weiler Berrenrath (1943), sowie im Feld Theresia östlich von Alt-Hürth (1981). Der Bautypus der einzelnen Anlagen ist jeweils nicht mit Sicherheit rekonstruierbar. Beim Hauptgebäude in Berrenrath (1943) handelt es sich um eine Villa des "Hallentypus" mit einem großen zentralen Raum, das Haus verfügte möglicherweise über Eckrisalite. Funde von Hypokaustenziegeln geben Hinweise auf den dortigen Wohnkomfort.
Bei der Kartierung unterschiedlicher Siedlungsanzeichen im Hürther Stadtgebiet wurde ermittelt, dass diese Villen ungefähr zwischen 300 m und 800 m voneinander entfernt gelegen haben. Hinweise auf ehemalige Villen können beispielsweise Lesefunde von römischen Scherben oder Baumaterial bieten. Auch die Gräber, wie etwa in Efferen, Fischenich und Hermülheim, lassen wohl auf die Nähe ehemaliger Wohnplätze schließen. Ausgehend von diesen Abständen lässt sich die Wirtschaftsfläche der Höfe ungefähr abschätzen, diese betrug wohl oft zwischen 50 und 100 Hektar. Für das Rheinland ist eine derartige Besiedlungsdichte in römischer Zeit nicht ungewöhnlich, einen ähnlichen Abstand hatten zum Beispiel auch römische Villen im Hambacher Forst beziehungsweise im Gebiet des Tagebaus Hambach.

## Burgus
An der ehemaligen, heute abgebaggerten und umgeleiteten Luxemburger Straße wurde 1923 gegenüber dem damaligen Villenhaus an der Grenze zu Brühl ein Burgus, eine Befestigungsanlage zum Schutz der Römerstraße, ergraben, nachdem dort 1875 erste Artefakte gefunden worden waren.

## Verschwundene Ortschaft
An der Stadtgrenze zu Brühl ebenfalls an der ehemaligen Luxemburger Straße wird der auf der Tabula Peutingeriana verzeichnete, also damals bedeutsame, Ort M()nerica vermutet. Mögliche Überreste wurden 1925 beim Tiefpflügen des ehemaligen Ackerbodens aufgelesen und durch Peter Anton Tholen bestimmt. Sie sind nicht erhalten. Grabungen fanden nicht statt. Das Gelände wurde durch die Grube  Hürtherberg ausgekohlt.

## Gräber

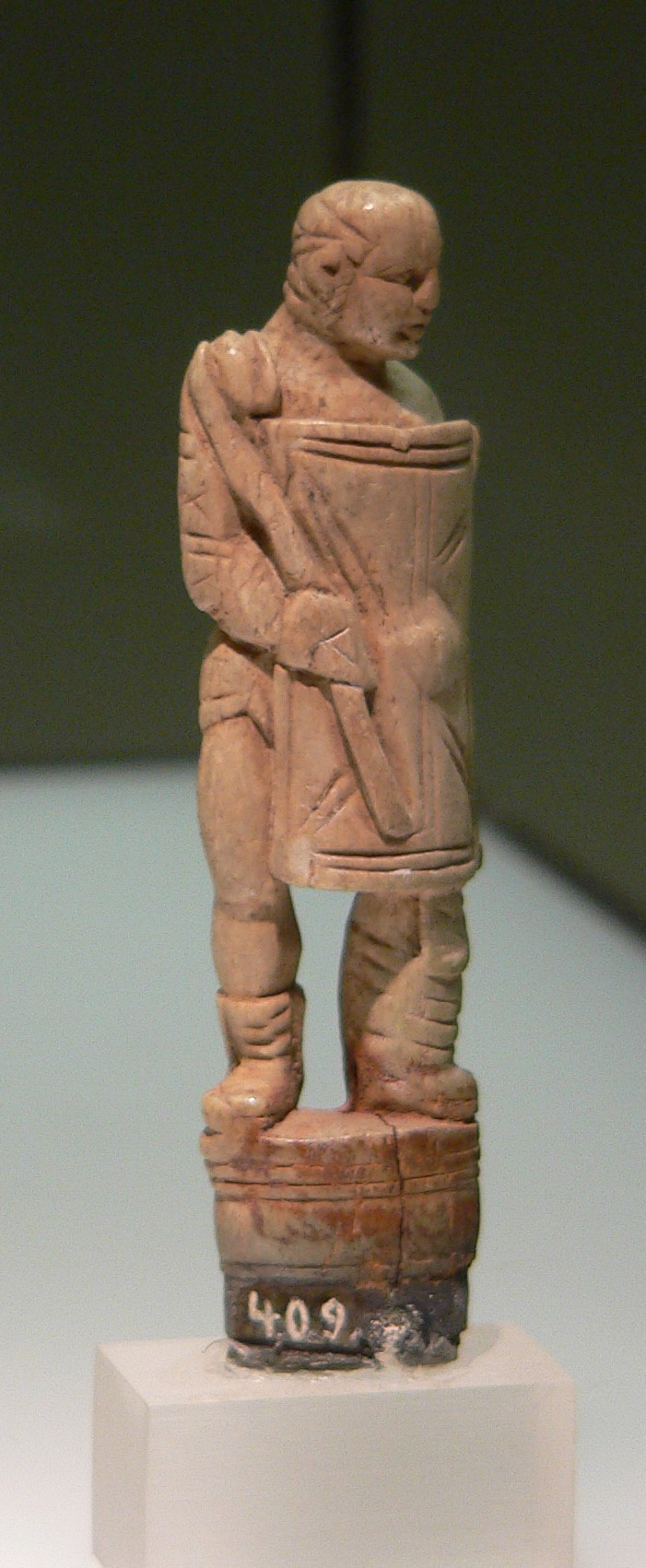
Messergriff in Form eines Gladiators aus dem im Jahr 1902 in der Nähe von Hermülheim gefundenen Bleisarg

Ein größeres Gräberfeld wurde in Hermülheim 1987 sowie 2004/5 am alten Bahnhof ergraben. Es handelt sich um drei Brandgräber in Aschenkisten und etwa 40 Körpergräber. Die anthropologische Auswertung hat ergeben, dass einige der Verstorbenen über 60 Jahre alt geworden sind. Zwei Männer (aus Grab 5 und aus Grab 15) waren über 1,70 m groß. Ein Mann (aus Grab 38) litt unter einem Nierenstein, viele der Bewohner hatten Karies. Für einige der Toten konnten anthropologische Verwandtschaftsnachweise geführt werden, eine derart nachgewiesene Familie liegt als Gruppe zusammen.
Im Gräberfeld von Hermülheim sind Grabbeigaben relativ häufig. Besonders oft erhielten die Toten Speise- und Trinkgeschirr aus Ton und Glas. Von diesen Beigaben ausgehend lassen sich Rückschlüsse auf antike Tischsitten ziehen, die in der Spätantike im Rheinland noch bekannt waren. So haben sich die Menschen bei Gastmählern mit gläsernen Schalen zugeprostet, diese Schalen wurden dann beim Begräbnis den Toten auf den Oberkörper gelegt. Weitere Beigaben stammen aus dem Bereich der Kosmetik und der Hygiene. Frauen erhielten gelegentlich Schmuck. Eine goldene Herkuleskeule aus Aschenkiste Grab 19 des 3. Jahrhunderts weist ebenso auf die Anwesenheit einer wohlhabenden und angesehenen Familie hin wie silberne Bestandteile eines Offiziersgürtels aus der gleichen Zeit (Grab 4). Im 4. und 5. Jahrhundert wurden einigen weiteren Männern Militärgürtel ins Grab gelegt. Da die Lage der Metallbestandteile in den Befunden sehr sorgfältig beobachtet und dokumentiert worden ist, lassen sich zwei Gürtel rekonstruieren. Die Besitzer von Militärzubehör aus dem Gräberfeld von Hürth-Hermülheim sind zwischen 45–50 und 60–65 Jahren alt geworden. Daher waren sie wohl keine aktiven Soldaten mehr, sondern Veteranen. Die Beigabe von aufwändig gestalteten Militärgürteln und anderen Dingen (darunter ein Becher mit mutmaßlich germanischem Namensanfang) sind Anzeichen dafür, dass in spätrömischer Zeit in Hürth-Hermülheim auch germanische Söldner und ihre Familien bestattet worden sind.
Ein Gräberfeld mit einem Steinsarg, einem Bleisarg und zwei würfelförmigen Aschenkisten mit Beigaben wurde 1874 beim Bau der Bahnstrecke Hürth-Kalscheuren–Ehrang „im Bereich des Weges Hermülheim – Meschenich“ aufgefunden. Im Innenhof der Burg Fischenich wurde ein kleineres Gräberfeld mit fünf Brandgräbern entdeckt, die Trümmerstelle der zugehörigen Siedlung wurde in geringer Entfernung bei der Fischenicher Kirche beobachtet. Bei Aldenrath wurde 1934 ein römischer Bestattungsplatz mit Brandgräbern, darunter einer Aschenkiste sowie einem Steinsarg gefunden. Ein weiteres Gräberfeld mit Aschenkisten und einem Sarkophag wurde dort 1952 aufgedeckt. Letzterer ist heute am Schwimmbad aufgestellt. Einzelne Gräber, darunter auch ein Bleisarg (1902), wurden noch an mehreren Stellen, so in der Nähe der Luxemburger Straße und auf dem Gelände der Braunkohlegruben aufgefunden. Da bei zufälligen Entdeckungen häufig nicht weiter nachgesucht wurde, lässt sich meist nicht ermitteln, ob es sich dabei tatsächlich um Einzelbestattungen oder um Teile größerer Gräberfelder handelt.

### Grabkammer Efferen
Das Römergrab in Efferen, eine Doppelgrabkammer mit zwei Steinsärgen, wurde 1899 beim Bau des ersten Stationsgebäudes der Vorgebirgsbahn entdeckt. Sie wurde unter dem Wohnhaus teilweise rekonstruiert und konserviert und ist nach Vereinbarung zu besichtigen. Eine weniger aufwändige Grabkammer liegt unweit von Efferen am Kalscheurer Weiher.

## Götterweihungen

### Weihesteine für einheimische Götter

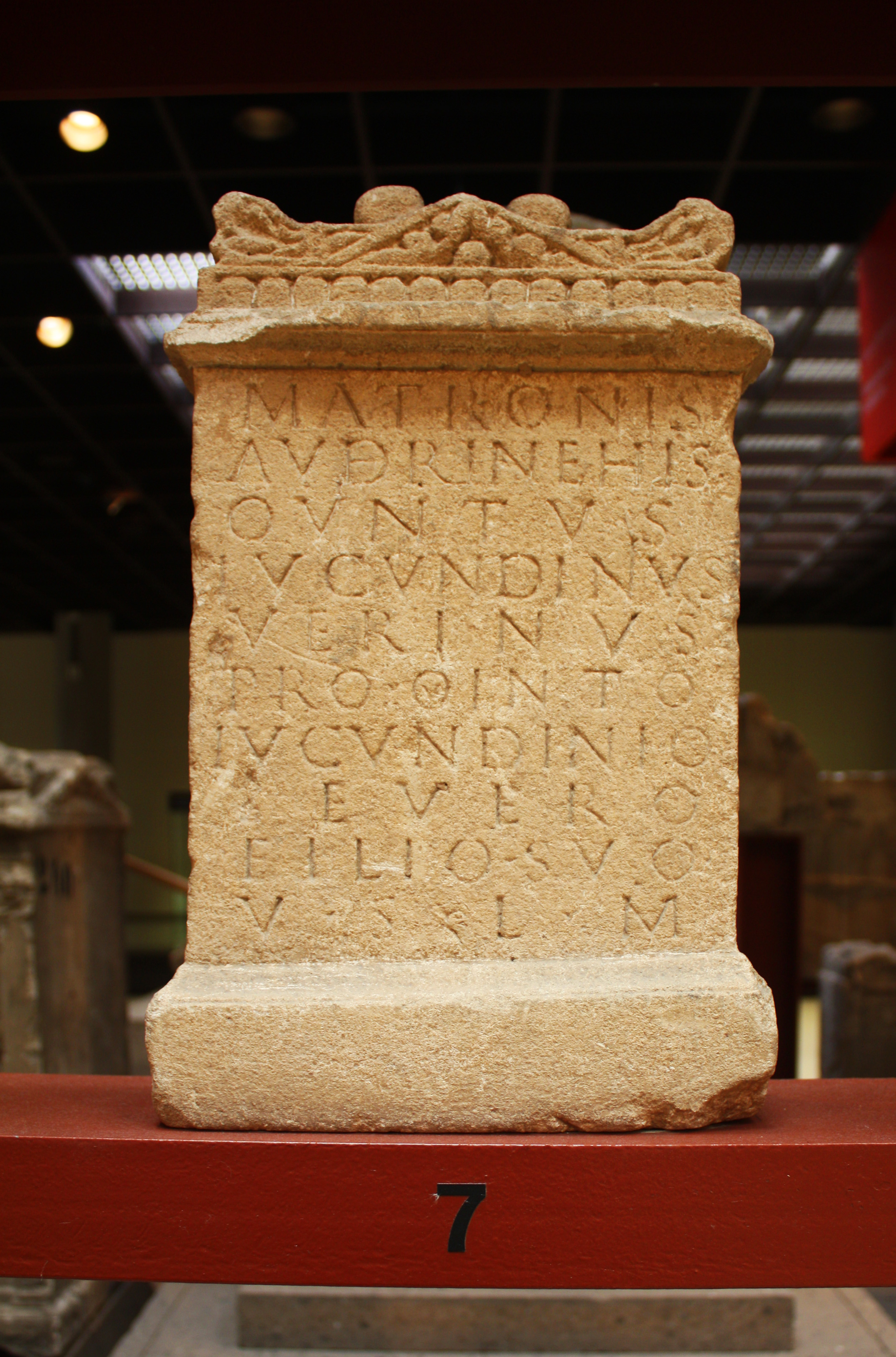
Matronenstein aus Hermülheim, heute im Römisch-Germanischen Museum in Köln

Besonders interessant ist der Fund von mehreren Matronensteinen für die bislang nur aus dem Hürther Gebiet bekannten audrinehischen Matronen, die als Spolien in einem (möglicherweise fränkischen) Grab in Hermülheim wiederverwendet worden waren. Das zugehörige Heiligtum konnte nicht lokalisiert werden, es lag vermutlich nicht weit entfernt. Die auf den Steinen überlieferten Stifternamen sind die frühesten Namenszeugnisse aus dem Stadtgebiet von Hürth. Einige dieser Namen sind in einheimisch-provinizialer Weise als Pseudogentilizien gebildet. Die Deutung des Matronennamens ist in der Forschung nicht eindeutig. Der Hürther Autor Elmar Brohl stellt aus heimatkundlicher Sicht die These auf, dass der undeutbare Name Hürth mit diesen Gottheiten zusammenhängt. Wenn man den Namen aspiriert, die Lautwandlung des au zu Französisch o (Aureum = or, St Audomar St. Omer) und das häufige Umspringen des r (Born > Brunnen) in Betracht zieht, ist der Gedanke nicht ganz abwegig.
Beim Abriss der Gleueler Kirche kamen schon 1893 einige als Spolie vermauerte römische (sowie fränkische) Steindenkmäler zu Tage. Auf einem großen Matronenaltar sind zwei Frauen beim Opfer dargestellt, dieser trägt keine Inschrift. Ein weiterer Weihestein wurde nach der Inschrift im Jahr 201 für die Ahueccanischen Göttinnen Aveha und Helliseva gestiftet.

### Weihungen an Jupiter
Zu den Spolien aus der Kirche von Gleuel gehört auch ein Altar für Jupiter. Eine zweite Weiheinschrift für den höchsten römischen Gott ist auf dem dort gefundenen Sockel einer Jupitersäule angebracht. Bemerkenswert ist, dass der Stifter Gaius Iunius Frontinus die Säule laut Inschrift nach einem Traum auf des Gottes eigenen Befehl aufstellen ließ. An mehreren anderen Stellen auf Hürther Stadtgebiet sind Fragmente von weiteren Jupitersäulen aufgefunden worden.